# Сериков, Василий Евлампиевич
Василий Евлампиевич Сериков (23 января (ст. ст.) / 4 февраля 1854— 23 ноября 1919) — предприниматель, представитель тульского купечества, основатель кондитерской фабрики «Старая Тула». Награждён золотой медалью «За усердие». Оказывал финансовую помощь при строительстве храма во имя Святых Двенадцати Апостолов в Туле.

## Биография
В разных публикациях ошибочно указывается, что Василий Сериков родился в 1852 году (этот год указан на его надгробии) в селе Епишково Алексинского уезда Тульской губернии в семье крепостного повара. Однако в метриках по Епишкову за 1852 г. его рождение не числится, а по ревизиям 1850 и 1858 гг. его семья также не числится среди дворовых.
Согласно данным ГАТО, родился 23 января (4 февраля) 1854 г., родители — крепостной крестьянин из деревни Горушки — дворовой коллежской асессорши Карловой Евлампий Косьмин и его жена Елисавета Антониева. По данным подворной переписи 1911—1912 гг. и метрикам 1892—1919 гг., фамилия Сериковы также числится в Горушках, но не числится в Епишкове. Оба селения — Горушки и Епишково — находились рядом, и были причислены к приходу с. Свинки (Архангельское), ныне Авангард.
Благодаря своим хозяевам научился грамоте. Получил образование в церковно-приходской школе села Свинки. В 1867 году стал выпускником Алексинского уездного училища.
В 1873 г. заключил брак в церкви с. Свинки с Анной Михайловной родом из с. Панского (согласно метрике, на момент брака ему было 19 лет, числится крестьянином-собственником с. Епишково, жене 23 года).
После получения вольной, он переехал в Тулу, где со временем стал работать приказчиком у купца. Унаследовал от покойного брата своей первой жены кондитерское заведение.
В 1881 году Василий Сериков построил дом на улице, которая сейчас носит название Староникитской. В доме работал магазин, в котором можно было купить сладости, в этом же доме жила его семья.
В конце XIX века Василий Сериков открыл «Торговый дом „Сериков и К“».
В 1902 году Василий Сериков основал кондитерскую фабрику, в которой было несколько отделений: упаковочное, конфетное, карамельное, пряничное, халвяное, мармеладное. По состоянию на 1911—1912 годы, насчитывалось 800 наименований продукции, среди которых было около ста разных видов тульских пряников. В 1913 году на предприятии работало до полусотни человек. Изделия, которые изготавливались на фабрике, продавались под торговой маркой «Кондитерская и пряничная фабрика Торгового дома Сериков и К».. Фабрика находилась на углу улицы Никитской, 96 и Конной площади. Продукция, изготавливаемая на фабрике, завоевывала золотые и серебряные медали на выставках по территории всей Российской империи.
После октябрьской революции на предприятии Серикова работало только 11 человек, а через год фабрика вообще прекратила свою работу из-за отсутствия сырья.
Занимался благотворительностью. Обладатель золотой медали «За усердие». Оказывал финансовую помощь во время строительства храма во имя Святых Двенадцати Апостолов.
Василий Сериков умер в 1919 году от воспаления легких. Похоронен около храма. Предприниматель завещал свои деньги на содержание двух церквей и храма Архангела Михаила в с. Архангельское (Авангард), к приходу которой относилось его родная деревня Горушки, а также соседнее сельцо Епишково, где он жил в молодости.
В 1921 году его предприятие было национализировано и на его базе создали кондитерское объединение, в состав которого вошли пряничные предприятия Скворцова и Василия Романовича Гречихина. В настоящее время фабрика носит название «Старая Тула».
Родственники Василия Серикова также занимались кондитерским делом. Известно, что в Москве работал торговый дом «Сериков Тимофей с сыновьями», который располагался в доме № 11 по улице Большая Ордынка. Обертки их изделий отличались оригинальностью, они записывали на них разные загадки и выпускали «Ребусную карамель». В настоящее время в здании на Ордынке находится кондитерская фабрика «Сокол».